# トム・パーソンズ
トム・パーソンズ（Tom Parsons、1990年7月25日 - ）は、ニュージーランド出身 のラグビーユニオン選手。

## 略歴
5歳からラグビーを始めた。リンカーン大学卒業。
ニュージーランドの州代表ホークス・ベイ、マナワツを経て、2019年にジャパンラグビートップリーグの東芝ブレイブルーパス（現・東芝ブレイブルーパス東京）に加入した。
2020年1月18日に行われたジャパンラグビートップリーグ第2節のNTTドコモレッドハリケーンズ戦に途中出場で日本での公式戦初出場を果たす。同年9月、東芝ブレイブルーパスを退団した。
2022年ハリケーンズ在籍を経て、2024年2月、ジャパンラグビーリーグワンの浦安D-Rocksに加入。
2025年5月、浦安D-Rocksを退団。